# Tipula (Eumicrotipula) clarkiana
Tipula (Eumicrotipula) clarkiana is een tweevleugelige uit de familie langpootmuggen (Tipulidae). De soort komt voor in het Neotropisch gebied.